# 바아사
바아사(재위 기원전 908년경-885년경)는 분열 이스라엘 왕국의 3대 왕으로 그도 악한 짓을 저질러 온 이스라엘을 죄짓게 만들었다.
이사카르 집안 출신 아히야의 아들로 이스라엘의 2대 왕 나답의 악한 정치에 대항해 반란을 일으켜 필리시테인 기브톤에서 나답을 죽이고 타르차에서 왕위에 올랐다. 하지만 그도 하나님에 눈에 거슬리는 악한 짓을 저질러 여로보암 1세의 길을 걷게 만들었다. 이에 하나님은 하나니의 아들 예후에게 경고를 내리게 했다.
이후 바아사의 집안을 바아사의 아들 엘라 때 장수 지므리가 반란을 일으켜 온 바아사 집안을 멸문시킴으로써 이루어졌다.
| 전임 나답 | 북이스라엘의 왕 | 후임 엘라 |